# Jantony Ortiz
Jantony Ortiz (* 21. Juli 1994 in Humacao) ist ein puerto-ricanischer Boxer, der im Halbfliegengewicht startet. Er war Teilnehmer der Olympischen Spiele 2012 in London.

## Karriere
Im Alter von 16 Jahren gewann Ortiz die nationalen Meisterschaften in seiner Gewichtsklasse. Damit war er der bis dato jüngste Teilnehmer, dem dieser Erfolg gelungen ist.
2011 gewann er zwei internationale Männerturniere mit Beteiligung aus den südamerikanischen Staaten und erreichte, noch immer siebzehnjährig, die Bronzemedaille bei den Pan American Games. Im Mai 2012 qualifizierte sich Ortiz für die Olympischen Spiele 2012 durch den Sieg beim amerikanischen Olympiaqualifikationsturnier in Rio de Janeiro. Bei den Spielen selbst bestritt Ortiz einen Kampf, und zwar gegen den Russen David Ayrapetyan, der er mit 13:15 verlor. Die erste Runde endete mit einer Schiedsrichterwertung von 4:4 und die dritte mit 6:6. Entschieden wurde das Duell damit in der zweiten Runde, die Ayrapetyan mit 5:3 für sich entschied.
Im Jahr 2013 folgte die Teilnahme an den 17. Amateur-Boxweltmeisterschaften unter Aufsicht des Amateurboxsportweltverbandes AIBA in der ehemaligen kasachischen Hauptstadt Almaty. Dort war er in den ersten beiden Kämpfen siegreich – jeweils 3:0 gegen Severiane Chiladze aus Georgien und  	Gerardo Valdez aus der Dominikanischen Republik –, verlor dann aber den dritten Kampf mit 2:1 gegen Shakhriyor Akhmedov aus Russland.